# Пункционная игла

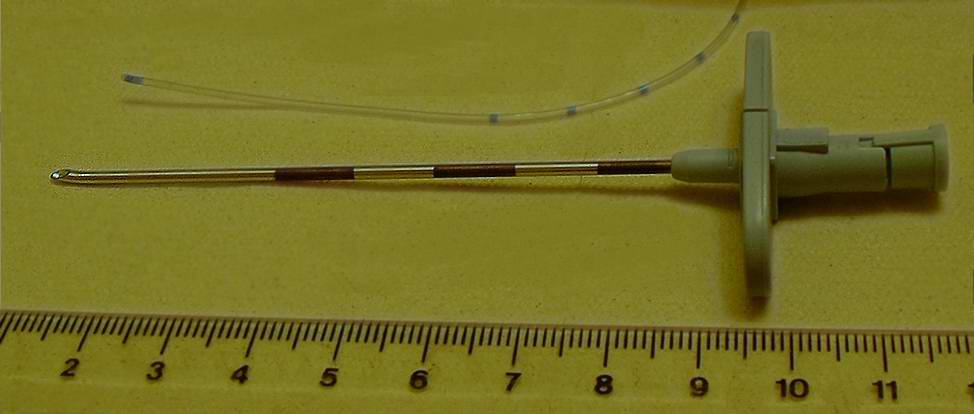
Пункционная игла, 1.2 мм, с соответствующим перидуральным катетером и мандреном

Пункционная игла — игла, предназначенная для введения или извлечения жидкости из просвета органа или полости, а также для ангиографических исследований.

## Особенности
Пункционные иглы отличаются следующими особенностями:
- Усиленной конструкцией.
- Возможностью надежной фиксации иглы пальцами руки в позиции «писчего пера».
- Возможностью зачистки просвета иглы в процессе манипуляции с помощью мандрена.

## Классификация по назначению
- Игла Бира для спинномозговой пункции с извлечением мандреном, выполняющим функции стилета[1],
- Игла для пункционной биопсии паренхиматозных органов,
- Игла Кассирского для пункции костного мозга,
- Игла для пункции и дренирования верхнечелюстной (гайморовой) пазухи;

## Материалы и устройство
Конструктивные особенности пункционных игл:
- Просвет пункционных игл имеет большой диаметр от 2 до 6 мм. Длина находится в пределах от 40 до 150 мм.
- Стенка иглы отличается значительной толщиной.
- Канюля (павильон) отличается массивностью для удобства жесткой фиксации в руке.
- Наконечник иглы и конец мандрена имеют одинаковый угол заточки и составляют целостную конструкцию, облегчающую преодоление толщи тканей.
- Канюля (павильон) может быть оснащена трехходовым краном для перераспределения тока жидкости.
- Некоторые конструкции игл имеют ограничители для предотвращения ятрогенных повреждений глубоколежащих структур.
- Оливообразное расширение канюли облегчает соединение с эластичной трубкой.
- Возможность дугообразного изгиба тела иглы облегчает пункцию с учётом топографо-анатомических особенностей (например, изгиб иглы позволяет обогнуть ключицу при пункции подключичной вены).
- Вблизи острия иглы могут находиться дополнительные боковые отверстия для ускоренного диффузного распространения вводимого раствора (например, при аортографии).